# Hochjoch
Hochjoch (tal. Giogo Alto, 2875 m/nm) je planinski prijevoj u Ötztalskim Alpama na granici između Tirola (Austrija), i Južnog Tirola (Italija). Smješten između dolina Venter i Schnalser, Hochjoch je prekriven ledenjakom Hochjoch-Ferner.

## Vanjske poveznice
|  | Zajednički poslužitelj ima još gradiva o temi Hochjoch |